# Jakob Albrekt von Lantingshausen
Jakob Albrekt von Lantingshausen, född den 4 november 1699 i Reval, död den 6 december 1769 i Stockholm, var en svensk friherre, generallöjtnant, serafimerriddare, politiker och överståthållare.

## Biografi
Jakob Albrekt von Lantingshausens var den ende sonen av två barn till generaladjutanten Gotthard Henrik Lantingshausen, som skrev sig till flera gods i Reval, och Jakobina Staël von Holstein, en äldre syster till Jakob Axel Staël von Holstein. Fadern stupade i slaget vid Punitz när Jacob Albrekt var fem år och han blev då huvudman för ätten, som naturaliserats i Sverige som adlig.
Jakob Albrekt von Lantingshausen ingick 1717 som volontär vid livgardet. Följande året befordrad till kornett och löjtnant vid Hallands infanteri, bevistade han fälttåget mot Norge 1718–1719 och utmärkte sig särdeles i träffningen vid Ljung, där han med endast sjuttio man tillbakadrev de vida överlägsna danskarna. Då hans regemente 1722 indrogs, erhöll han kaptens avsked och begav sig till sin morbroder, överste Staël von Holstein, där han i två år studerade krigsvetenskapen, varpå han 1724 ingick i fransk tjänst, vilken på grund av tidens fredliga förhållanden inskränkte sig till fredlig garnisonstjänstgöring.
Användande all sin lediga tid till förkovran av sina insikter i skilda grenar av mänskligt vetande, gjorde han sig snart känd som en kunnig och duglig officer och kallades 1736 att som guvernör leda den unge hertig Kristians av Zweibrücken och dennes yngre broders uppfostran, varefter han under de följande åren med de unga prinsarna besökte åtskilliga holländska och tyska universitet. Han greps därvid av tanken att bana prinsen vägen till tronföljden i Sverige, vilken plan dock på grund av förhållandena ej kunde förverkligas vid riksdagen 1742–1743, oaktat Lantingshausen, vilken efter slutat guvernörsvärv återvänt till franska hären och med denna stridit i österrikiska tronföljdskriget, enkom begivit sig hem för att bearbeta stämningen. Han återvände därpå till krigsskådeplatsen, deltog med utmärkelse i de följande årens fälttåg och erhöll 1745 värdigheten av brigadier i franska hären.
År 1746 återvände han till Sverige och deltog i riksdagen 1746–1747, där han genast gjorde sig bemärkt inom hattarnas läger och insattes i en av ständernas deputationer. Under den från Ryssland hotande faran av ett fredsbrott, avsändes Lantingshausen, som 1747 utnämnts till generalmajor, till Finland för ordnande av dess försvar. Två år senare förordnades han till chef för ett värvat regemente i Göteborg, von Lantingshausens regemente, och förvaltade dessutom en tid landshövdingeämbetet i länet.
I riksdagsarbetet började han också taga en allt mera framskjuten del. Vid riksdagen 1751–1752 var han en av hattpartiets kandidater till lantmarskalk, insattes i sekreta utskottet och gjorde sig så gällande, att franske ambassadören tillskrev riksdagens förlopp efter hans önskningar förnämligast Lantingshausens och Ulrik Scheffers kloka ledning. Hans kraftiga motstånd mot hovets planer på ökad konungamakt gjorde honom där så illa anskriven, att, oaktat Lantinghausen under riksdagen 1755–1756, då han på nytt var medlem av sekreta utskottet, var uppförd på ej mindre än fyra riksrådsförslag, han varje gång blev av konungen förbigången.
I det av hattarna 1757 inledda pommerska kriget var Lantingshausen en av de få, som någorlunda visade sig ställningen vuxen. Det var sålunda först och främst hans förtjänst, att hären blev någorlunda krigsduglig och när Lantingshausen, som 1757 utnämnts till generallöjtnant, slutligen i november 1758 mottog platsen som överbefälhavare, lyckades han i någon mån uppehålla de svenska vapnens ära, om också den tryckta ekonomiska ställningen och rådvillheten på högsta ort hindrade honom att fullt utnyttja de fördelar, situationen stundom hade att bjuda. Misslynt häröver, lämnade han sin post 1761 för att inträda som överståthållare i Stockholm, vartill han kallats redan 1759. På denna plats ådagalade han en drift, rättvisa och omtänksamhet, som förvärvade honom allmän högaktning och minnet av att ha varit en av huvudstadens yppersta styresmän. Särskilt inlade han stor förtjänst om polisväsendets förbättring.
Han gick så upp i denna sin befattning, att han mer och mer drogs från politiken, men tog dock verksam del i framtvingandet av riksdagen i Norrköping 1769, där han ännu en gång tillhörde sekreta utskottet. De förhoppningar, han och många andra hyst om bot för statsskickets värsta olägenheter, gäckades emellertid och nedstämd drog sig Lantingshausen tillbaka till Stockholm.
Jakob Albrekt von Lantingshausen erhöll 1760 friherrlig värdighet och blev 1764 serafimerriddare. Gift 1748 med grevinnan Anna Sofia von Fersen, syster till riksrådet och fältmarskalken Fredrik Axel von Fersen. De fick två barn, dottern Carolina Sophia som gifte sig med Thure Leonard Klinckowström, och sonen Albrekt von Lantinghausen som upphöjdes till greve år 1800.

## Ordnar och utmärkelser
- Riddare och Kommendör av Kungl. Majt:s Orden - 1764
- Kommendör av Svärdsorden